# Maburaho
Maburaho (jap. まぶらほ) ist eine von 2001 bis 2015 erschienene Light-Novel-Reihe von Toshihiko Tsukiji, die 2003 auch als Anime-Fernsehserie und als Manga-Serie umgesetzt wurde.

## Handlung
Der siebzehnjährige Kazuki Shikimori besucht die Aoi-Gukan-Eliteschule für hochbegabte Magier in einer Welt, in der der soziale Status einer Person an ihren magischen Fähigkeiten gemessen wird. Wie viele Zaubersprüche eine Person mit magischer Begabung benutzen kann, ist von Person zu Person unterschiedlich. Wird diese Begrenzung überschritten, zerfällt die Person zu Staub. Kazuki besitzt eine ziemlich geringe Begrenzung für die Anwendung von Zaubersprüchen. Aus diesem Grund kann er seine Magie nur noch wenige Male anwenden, um einen Zauber zu bewirken, was in geringer Beliebtheit bei seinen Mitschülern resultiert.
Drei bildhübsche Mädchen treten in Kazukis Leben ein. Die junge Yuuna, die kämpferische Rin sowie Kuriko. Alle drei sind Töchter einflussreicher Familien. Die drei Mädchen haben es nicht auf Kazuki selber, sondern auf seine Gene abgesehen. Unter seinen Vorfahren befinden sich nämlich einige der berühmtesten und größten Magier aller Zeiten. Kazuki kann es nicht lassen, den Mädchen zu helfen, wenn sie in Schwierigkeiten stecken. Seine ganze restliche Magie wendet er schließlich auf, um Yuuna aus einer bedrohlichen Situation zu retten. Durch diesen Zauberspruch überschreitet er seine Begrenzung und zerfällt zu Staub.
Er ist aber nicht tot, sondern wandelt nun als Geist durch die Welt. Die drei Mädchen begleichen daraufhin ihre Differenzen und beschließen zusammenzuarbeiten, um Kazuki wieder zu einer körperlichen Gestalt zu verhelfen. Denn solange er ein Geist ist, und ihn somit niemand berühren kann, erhält auch niemand seine Gene.

## Veröffentlichung
Die von Toshihiko Tsukiji geschriebene und von Ēji Komatsu illustrierte Romanreihe erschien ab 2001 in Einzelkapiteln im japanischen Magazin Dragon Magazine des Verlags Fujimi Shobō und wurde dann in Sammelbänden zusammengefasst. Von diesen erschienen bis zum 20. März 2015 26 Bände. Hinzu kommen 6 Spin-off-Bände und Extraband.

## Adaptionen

### Manga
Eine auf dem Roman basierende Manga-Umsetzung zeichnete Miki Miyashita. Diese erschien in Japan vom 9. April 2003 (Ausgabe 5/2003) bis 9. September 2004 (Ausgabe 10/2004) in Einzelkapiteln im Manga-Magazin Dragon Age, in dem zur selben Zeit unter anderem auch Daisuke Moriyamas Chrno Crusade veröffentlicht wurde. Der Kadokawa-Shoten-Verlag brachte diese Einzelkapitel auch in zwei Sammelbänden heraus.
In Nordamerika sind beide Bände bei ADV Manga erschienen.
Daneben erschien in der Dragon Age eine zweite Manga-Reihe die von Kinoto Sensōji gezeichnet wurde und ebenfalls 2005 und 2006 in zwei Sammelbänden zusammengefasst wurde.

### Anime
Das Animationsstudio J.C.Staff produzierte eine Anime-Fernsehserie auf Basis der ersten 6 Bände von Tsukijis Romanen. Diese besteht aus 24 Episoden und wurde vom 14. Oktober 2003 bis 6. April 2004 auf dem japanischen Fernsehsender WOWOW erstausgestrahlt. Regie bei der Serie führte Shin’ichirō Kimura.
In Nordamerika wurde der Anime von ADV Films vertrieben.

#### Synchronsprecher
| Rolle              | japanischer Sprecher (Seiyū) |
| ------------------ | ---------------------------- |
| Kazuki Shikimori   | Daisuke Sakaguchi            |
| Yūna Miyami        | Hitomi Nabatame              |
| Rin Kamishiro      | Yuka Inokuchi                |
| Karei Hirozaki     | Emi Shinohara                |
| Kuriko Kazetsubaki | Yuki Matsuoka                |
| Kaori Iba          | Junko Noda                   |
| Elizabeth          | Kimiko Koyama                |
| Miura-sensei       | Kōji Ishii                   |
| Haruaki Akai       | Kōji Tsujitani               |
| Chihaya Yamase     | Mai Nakahara                 |
| Yukihiko Nakamaru  | Ryo Naitō                    |